# لیبر
لیبر (به انگلیسی: Lyber) در اساطیر رومی، ایزد انگور و شراب و معادل با دیونوسوس در یونان باستان می‌باشد.
لیبر در لغت به معنای «آزاد» است و در اصل با دامداری و محصولات و فراورده‌های کشاورزی مرتبط بود، اما بعدها با دیونیسوس (ایزد شراب در اساطیر یونانی) ارتباط یافت. او همسر سرس (الهه زراعت و رستنی‌ها) و پدر الهه لیبرا Libera است. جشنواره یا جشن مخصوص او، موسوم به لیبرالیا Liberalia، همه ساله در روز هفدهم مارس و مصادف با هنگامی که مردان جوان، بلوغ یا ورود به مردانگی خود را جشن می‌گرفتند، [در روم باستان] برگزار می‌شد.
توضیح اینکه: لیبرا گاهی نیز به عنوان همسر یا ملکهٔ لیبر شناخته شده‌است.

## ارتباط با تقدیس آلت مردانه
ویل دورانت در تاریخ تمدن دربارهٔ لیبر(خدای رومی انگور و شراب)، لیبرا (در اساطیر روم، همسر لیبر) و لیبرالیا (جشن مربوط به لیبر) می‌نویسد:
«در روزهای نهم، یازدهم و سیزدهم ماه مه، عید لیبر و لیبرا، خدا و الههٔ انگور، در جشن لیبرالیا برگزار می‌شد و خیل مردان و زنان دلشاد، آلت مردانه را که نماد باروری و برکت به‌شمار می‌آید، آشکارا تقدیس می‌کردند.» 

## در افسانه‌ها
لیبر و لیبرا، خدایانی هستند که نقش مهمی در داستان‌های علمی تخیلی و همینطور افسانه‌های مربوط به مسافرت در زمان، ایفا می‌کنند. بعنوان نمونه در رمان خدایان خانگی اثر هاری تورتلدوو و جودیت تار.